# Instytut Immunologii i Terapii Doświadczalnej im. Ludwika Hirszfelda Polskiej Akademii Nauk
Instytut Immunologii i Terapii Doświadczalnej im. Ludwika Hirszfelda Polskiej Akademii Nauk – instytut badawczy podległy Wydziałowi V Nauk Medycznych Polskiej Akademii Nauk mieszczący się we Wrocławiu przy ul. Rudolfa Weigla nr 12; założony w roku 1952 przez znanego polskiego mikrobiologa oraz immunologa, profesora Ludwika Hirszfelda. Placówka uzyskała w 2014 roku status Krajowego Naukowego Ośrodka Wiodącego (KNOW) jako partner konsorcjum „Wrocławskie Centrum Biotechnologii”. Badania prowadzone w ramach działalności instytutu obejmują antropologię, immunologię, mikrobiologię, w tym wirusologię oraz onkologię doświadczalną. Instytut jest jedynym na terenie Unii Europejskiej ośrodkiem zajmującym się doświadczalną terapią bakteriofagową, która znajduje zastosowanie w zwalczaniu trudnych przypadków zarażenia bakteriami lekoopornymi.

## Lista dyrektorów
Według:
- Ludwik Hirszfeld (1952-1954) - organizował placówkę powołaną uchwałą Prezydium PAN z 2 grudnia 1952, jako dyrektor od dnia 6 lutego 1954, zmarł 7 marca 1954
- Stefan Ślopek (1954-1985)
- Marian Mordarski (1985-1999)
- Andrzej Górski (1999-2007)
- Jacek Szepietowski (2007-2011)
- Danuta Duś (2011-2015)
- Jacek Rybka (2015-2020)
- Andrzej Gamian (2020-)

## Struktura[8]
W nawiasie podani są kierownicy jednostek organizacyjnych Instytutu.
- Zakład Antropologii (prof. Sławomir Kozieł)
- Zakład Mikrobiologii
  - Laboratorium Biologii Molekularnej Mikroorganizmów (dr hab. Anna Pawlik)
  - Laboratorium Immunobiologii Mikrobiomu (dr hab. Sabina Górska)
- Samodzielne Laboratorium Bakteriofagowe (prof. dr hab. med. Andrzej Górski)
- Zakład Immunochemii
  - Laboratorium Immunochemii Drobnoustrojów i Szczepionek (prof. dr hab. inż. Jolanta Łukasiewicz)
  - Laboratorium Glikobiologii (prof. dr hab. Marcin Czerwiński)
- Pracownia Spektroskopii NMR (dr hab. Tomasz Niedziela)
- Zakład Immunologii Klinicznej
  - Laboratorium Immunologii Klinicznej (prof. dr hab. med. Andrzej Lange)
  - Laboratorium Immunogenetyki i Immunologii Tkankowej (dr hab. Izabela Nowak)
  - Laboratorium Immunogenetyki Klinicznej i Farmakogenetyki (prof. dr hab. Katarzyna Bogunia-Kubik)
- Zakład Immunologii Chorób Zakaźnych (prof. dr hab. Andrzej Gamian)
  - Laboratorium Genomiki i Bioinformatyki (dr hab. Łukasz Łaczmański)
  - Laboratorium Mikrobiologii Lekarskiej (prof. dr hab. Andrzej Gamian)
  - Laboratorium Wirusologii (dr hab. Egbert Piasecki)
- Pracownia Interakcji Nanostruktur Biologicznych (prof. dr hab. Andrzej Gamian)
- Zakład Terapii Doświadczalnej (prof. dr hab. Michał Zimecki)
  - Laboratorium Immunobiologii (prof. dr hab. Michał Zimecki)
  - Laboratorium Immunopatologii (prof. dr hab. med. Irena Frydecka)
  - Laboratorium Immunologii Rozrodu (prof. dr hab. Anna Chełmońska-Soyta)
  - Laboratorium Genetyki i Epigenetyki Chorób Człowieka (dr hab. Lidia Karabon)
- Zakład Immunologii Nowotworów prof. dr hab. Paweł Kisielow
  - Laboratorium Immunologii Molekularnej i Komórkowej (dr hab. Małgorzata Cebrat)
  - Laboratorium Immunologii Nowotworów (dr hab. Arkadiusz Miążek)
- Zakład Onkologii Doświadczalnej (prof. dr hab. Leon Strządała)
  - Laboratorium Immunobiologii Molekularnej nowotworów (dr hab. Wojciech Kałas)
  - Laboratorium Doświadczalnej Terapii Przeciwnowotworowej (prof. dr hab. Joanna Wietrzyk)
  - Laboratorium Chemii Biomedycznej (dr hab. Tomasz Goszczyński)
- Samodzielne Lab. Biologii Komórek Macierzystych i Nowotworowych (prof. dr hab. Aleksandra Klimczak)
- Centrum Medyczne IITD PAN (dr hab. Ryszard Międzybrodzki)
  - Laboratorium Immunologii Tkankowej CM IITD PAN (prof. dr hab. Katarzyna Bogunia-Kubik)
- Ośrodek Terapii Fagowej, z filiami w Krakowie i Częstochowie (prof. dr hab. med. Andrzej Górski)